# Djanggawul
Dans la mythologie des Aborigènes d'Australie, les Djanggawul ou Djang'kawu sont des triplés, deux femelles et un mâle, qui créèrent les paysages d'Australie et la couvrirent de  flore.  Ils vinrent du monde souterrain, royaume des morts nommé Beralku, et furent finalement mangés par Galeru.
Les deux femelles Djanggawul firent les talismans sacrés du monde à partir de morceaux de leur vulves.
Ils incluaient Bunbulama, une déesse de la pluie.